# Acidente de ônibus em Gualaca
O acidente de ônibus em Gualaca ocorreu em 15 de fevereiro de 2023, quando 39 pessoas morreram em um acidente de ônibus (autocarro) no Panamá. Ele se dirigia a um centro de recepção de migrantes na cidade de Gualaca quando caiu perto da fronteira com a Costa Rica, no distrito de Gualaca, província de Chiriqui, no oeste do país.
O ônibus transportava 66 passageiros, presumivelmente migrantes viajando norte para os Estados Unidos depois de cruzar a Região de Darién da Colômbia para o Panamá, caindo de uma ravina depois que o motorista perdeu o controle em uma curva em U perto da entrada do centro de migrantes. Vinte pessoas foram hospitalizadas com ferimentos graves, após um dos acidentes migratórios mais mortais da história do Panamá.

## Antecedentes
A Região de Darién é uma quebra da Rodovia Pan-Americana que consiste em grandes áreas de pântano e floresta não desenvolvidas. Em 2022, 248 000 migrantes cruzaram para a América do Norte, seguidos por 32 800 em 2023.
Este ônibus transportava migrantes que já haviam atravessado a brecha em direção a um abrigo em Chiriquí, uma província do oeste na fronteira com a Costa Rica. Seu destino final programado eram os Estados Unidos.

## Acidente
Em 15 de fevereiro de 2023, um motorista de ônibus tentou dar meia-volta, depois de perder o caminho do centro de migrantes, e perdeu o controle, saindo da estrada e descendo uma ravina, atingindo um microônibus em uma estrada abaixo. Ambos os motoristas do ônibus eram panamenhos devidamente licenciados. Pelo menos um deles morreu. O acidente ocorreu a aproximadamente 400 quilômetros a oeste da Cidade do Panamá, depois que o ônibus percorreu 700 quilômetros em cerca de 14 horas. O Fundo das Nações Unidas para a Infância disse à Agence France-Presse que três crianças morreram. Um hospital próximo admitiu dez crianças feridas com idades entre 4 e 11 anos.

## Reações
As nacionalidades dos passageiros não foram imediatamente divulgadas. A embaixada do Equador disse que 22 eram equatorianos. O ministro das Relações Exteriores de Cuba disse que alguns eram cubanos.
O presidente do Panamá, Laurentino Cortizo, escreveu em seu Twitter: "Esta notícia é lamentável para o Panamá e para a região. O Governo Nacional apresenta as suas condolências às famílias dos mortos neste acidente, e reitera o seu compromisso de continuar a prestar ajuda humanitária e condições dignas para fazer face à migração irregular." Autoridades da Colômbia e do Panamá concordaram em impulsionar operações militares conjuntas na selva de Darién para prevenir a migração irregular, o narcotráfico e a mineração ilegal.